# Geissorhiza ciliaris
Geissorhiza ciliaris là một loài thực vật có hoa trong họ Diên vĩ. Loài này được (Salisb. ex Ker) Jackson miêu tả khoa học đầu tiên năm 1895.